# Chianocco
Chianocco – miejscowość i gmina we Włoszech, w regionie Piemont, w prowincji Turyn.
Według danych na rok 2004 gminę zamieszkiwało 1690 osób, 93,9 os./km².